# Juris Tone
Juris Tone (n. 26 mai 1961, Riga, Republica Sovietică Socialistă Letonă, URSS) este un bober și sprinter ce a reprezentat URSS și Letonia, medaliat olimpic. A participat la 3 ediții ale Jocurilor Olimpice (1988, 1992, 1994) în care a câștigat o medalie de bronz în proba de bob.